# Xã Otis, Quận McLean, Bắc Dakota
Xã Otis (tiếng Anh: Otis Township) là một xã thuộc quận McLean, tiểu bang Bắc Dakota, Hoa Kỳ. Năm 2010, dân số của xã này là 41 người.